# Свободная Россия (алмаз)

Алмаз «Свободная Россия»

Свобо́дная Росси́я — уникальный алмаз в 241,8 карата, найденный в кимберлитовой трубке «Сытыканская» в 1991 году. Хранится в Алмазном фонде Московского Кремля.

## Описание
Алмаз добыт 28 сентября 1991 г. на обогатительной фабрике № 8 из кимберлитов трубки «Сытыканская».
Алмаз был вручён Президенту РСФСР Б. Н. Ельцину 11 декабря 1991 года — через три дня после подписания Беловежских соглашений и в день подписания Указа Президента РСФСР «О полномочиях Якутской-Саха ССР в распоряжении природными ресурсами республики». На торжественной церемонии в Доме Советов присутствовали Председатель Верховного Совета Якутской-Саха ССР М. Е. Николаев, генеральный директор объединения «Якуталмаз» Л. А. Сафонов и заместитель генерального директора С. И. Зельберг.
Размеры кристалла 47×32×24 мм. Алмаз представляет собой техногенный обломок ромбододекаэдра. Бесцветный.